# ハンドレッドウェイト

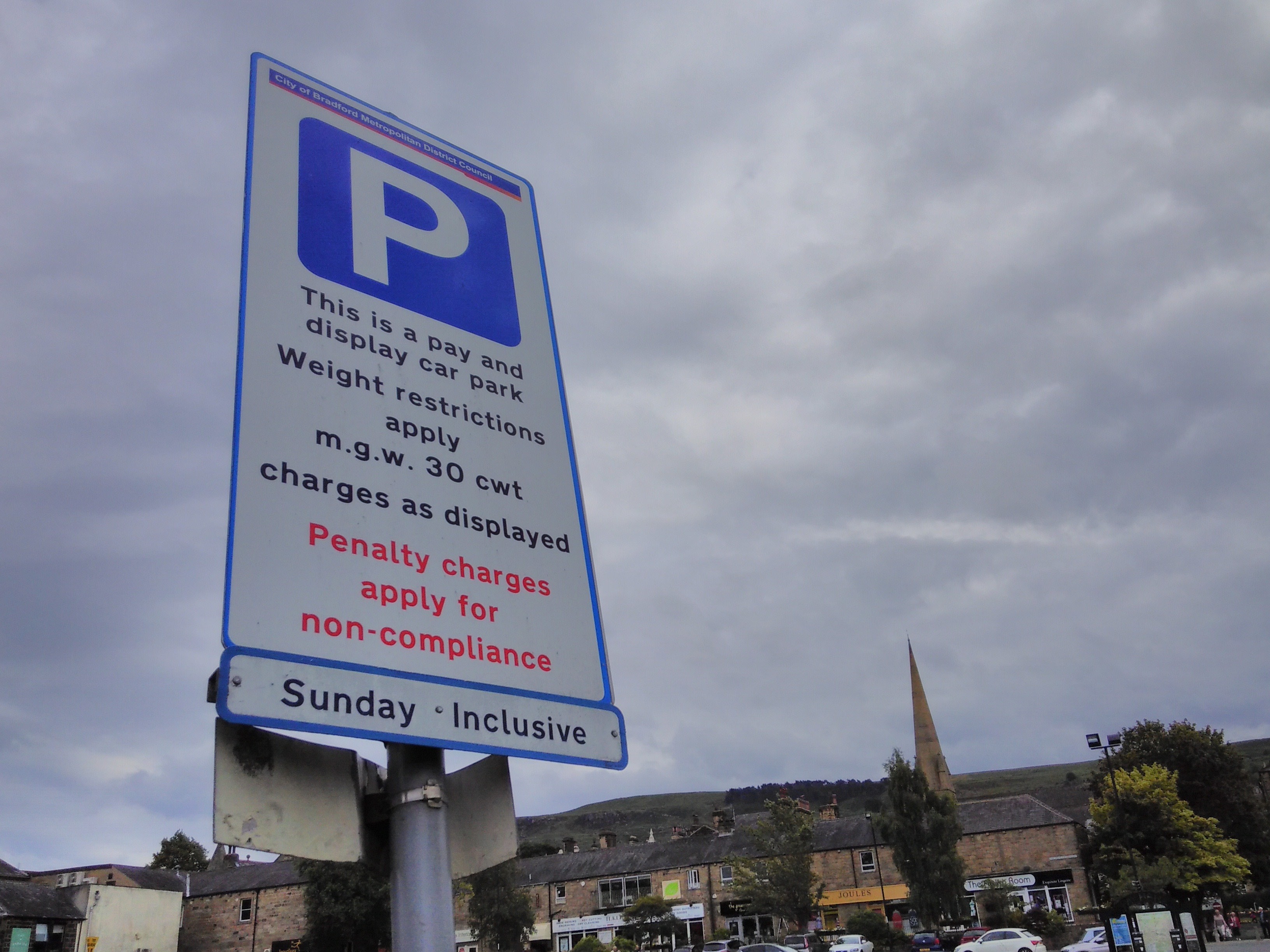
ハンドレッドウェイト（cwt）が使われている道路標示

ハンドレッドウェイト（英語: hundredweight, 記号: cwt）は、ヤード・ポンド法における質量の単位である。
イギリス（帝国単位）では112ポンド（正確に50.80234544 kg）、アメリカ合衆国（米国慣用単位）では100ポンド（正確に45.359237 kg）と定義されている。区別のため、イギリスのハンドレッドウェイトをロングハンドレッドウェイト（英: long hundredweight）、アメリカのハンドレッドウェイトをショートハンドレッドウェイト（英: short hundredweight）という。どちらの単位系においても、20ハンドレッドウェイトが1トンとなり、イギリスでは2240ポンド、アメリカでは2000ポンドが1トンとなる。
hundredweightという言葉は「100倍の重さ」という意味であるが、15世紀以前のイギリスでは108ポンドを1ハンドレッドウェイトとしていた（よって1トンは2160ポンドとなる）。現在の112ポンドのハンドレッドウェイトはロンドンで使用されていたもので、次第に108ポンドの古いハンドレッドウェイトはロンドンのハンドレッドウェイトに置き換わっていった。イギリスでは、ポンドとハンドレッドウェイトの間にストーンという単位があり、1ストーンは14ポンド、1ハンドレッドウェイトは8ストーンである。
記号のcwtの"wt"はweightの略語であり、cはローマ数字で100を意味する文字である。
イギリスのハンドレッドウェイトは50キログラムに近い値である。イギリスではメートル法への移行が進められているが、従来ハンドレッドウェイト単位で取引されていたもの（石炭や建材など）は、今日では50キログラム単位で取引されている。
イギリスの1824年度量衡法によりハンドレッドウェイトの使用は禁止され、それを破ると詐欺で起訴される恐れがあるとしたが、アメリカから小麦とたばこを仕入れるイギリス商人の圧力により、「センタル」（cental）という名前で合法化された。その後、1985年の法改正でハンドレッドウェイト、センタル、キンタルなどは全て取引における使用を禁止された。